# Makett

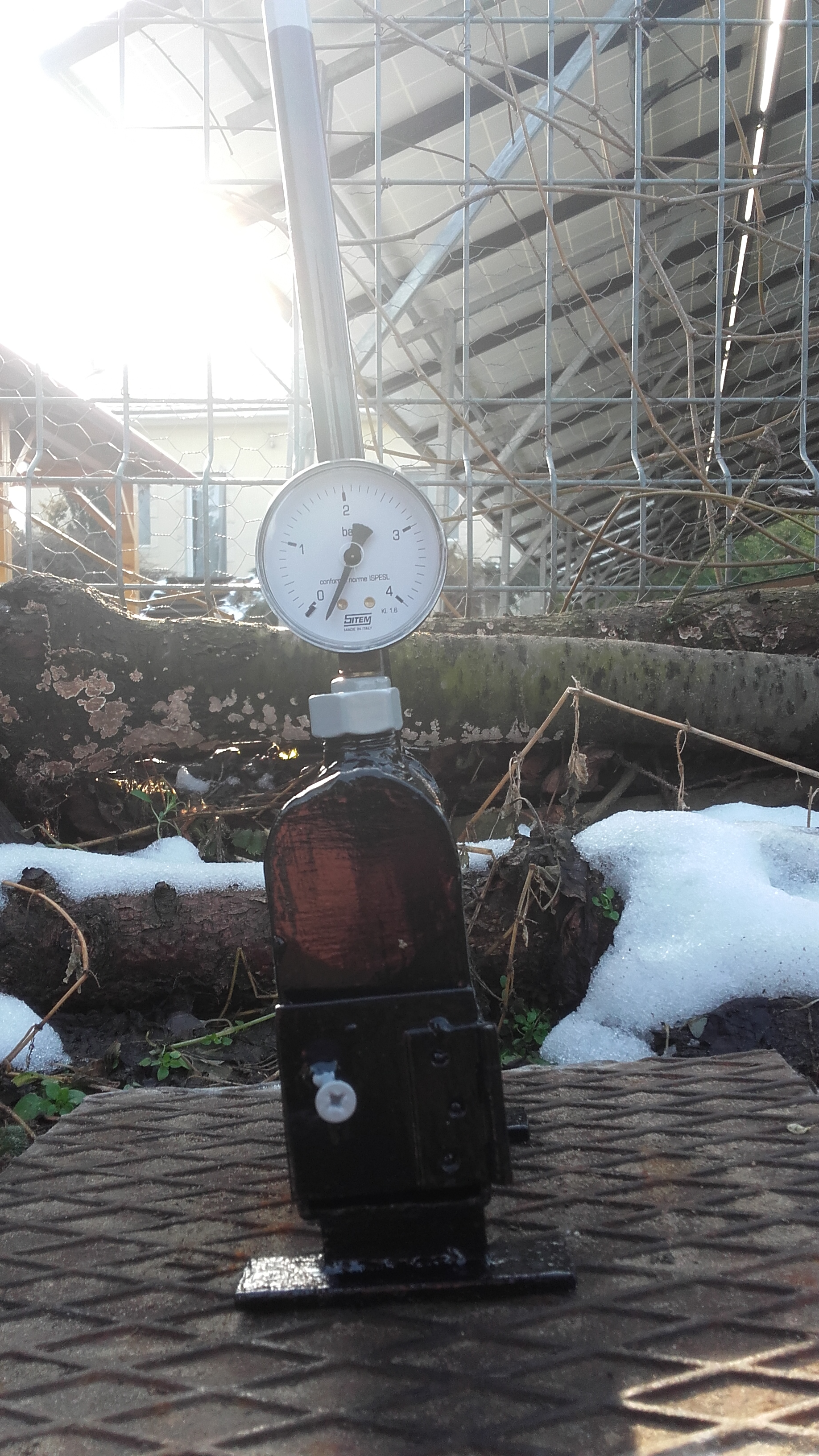
Egy fantázia alapján készített üzemképes gőzkazán makett 2017-ből

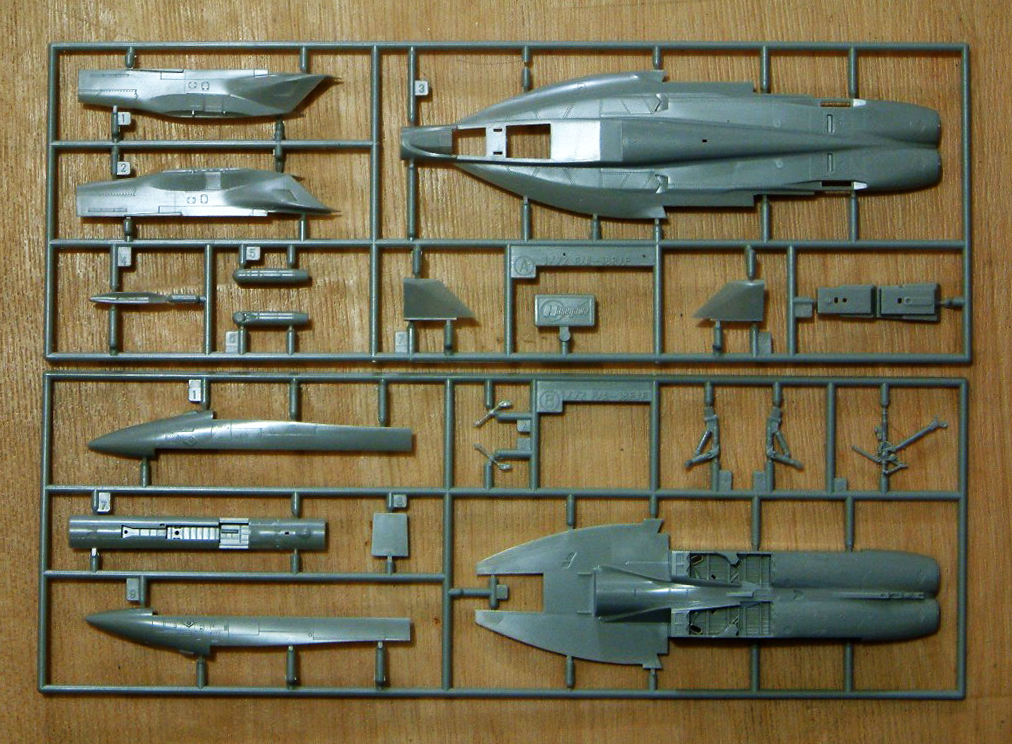
Egy F/A–18 Hornet repülőgép műanyag modelljének öntvény kerete (1:72 léptékű)

A makett valaminek vagy valakinek a kicsinyített, nem működő, de külsőleg igen pontos mása.
Vannak akik egyedi alapanyagokból, egyedi technikákkal építik meg az elképzelt makettet, és vannak akik előre legyártott apró elemekből építési és festési leírás alapján dolgoznak.

## Versenyek
Az egész fejlett világon, így Magyarországon is rendeznek ilyen versenyeket. Hazánk legnagyobb ilyen versenye minden év áprilisában kerül megrendezésre Mosonmagyaróváron. Erre a versenyre egész Európából jönnek.
Rendeznek még versenyeket Budapesten, Szolnokon, Kőszegen, Tokajban, Jászberényben és az ország más városaiban is.

## Méretarányok

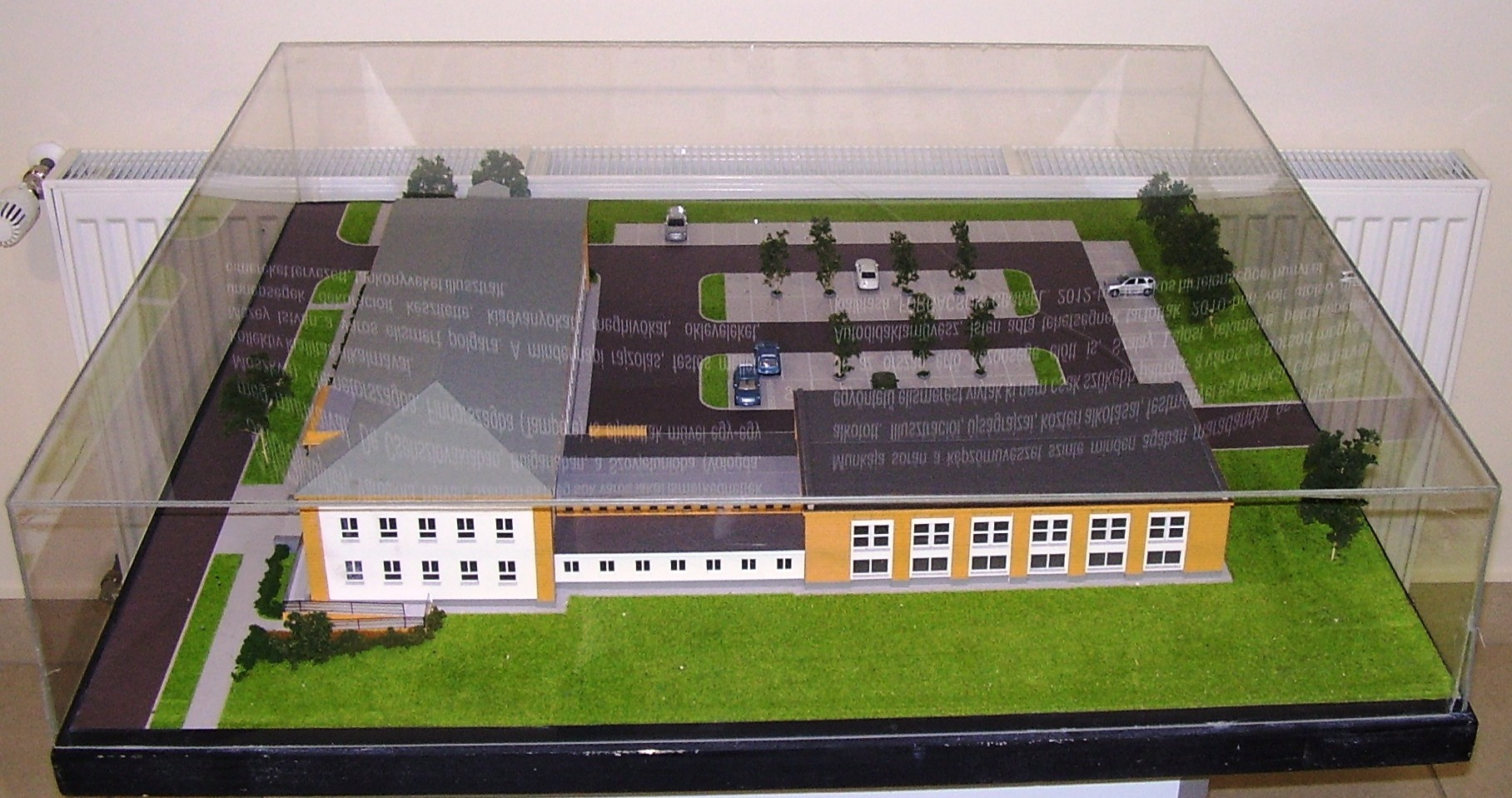
A Mezey István Művészeti Központ makettje

- 1:6 - figurák (például Barbie-babák), távirányítós autók
- 1:12 - főleg akciófigurák, babaházak
- 1:18 - főleg autómodellek
- 1:24 - főleg autómodellek
- 1:25 - főleg autó- és harckocsimodellek
- 1:32 - főleg katonai figurák
- 1:35 - katonai figurák és harckocsik leggyakrabban használt méretaránya
- 1:43 - játékautók leggyakrabban használt méretaránya
- 1:48 - főleg repülők, de mostanában egyre divatosabbak a harcjárművek, figurák is
- 1:64 - kis fém játékautók, például Matchbox és Hot Wheels
- 1:72 - leginkább második világháborús figurák, harcjárművek de sok repülő is
- 1:76 - harcjármű
- 1:87 - a modellvasutak legismertebb, H0-s méretaránya
- 1:144 - repülőgépmodellek népszerű aránya
- 1:720 - hadihajó modellek népszerű aránya

## Eszközök
A makettek készítéséhez az alábbi szerszámok és alapanyagok szükségesek:
- ecset
- szórópisztoly
- kompresszor
- szike
- reszelő
- festék
- pasztellkréta
- balsafa
- pipetta